# Sinusbradycardie
Een sinusbradycardie betekent dat de sinusknoop (de sinoatriale knoop) te weinig slagen van het hart veroorzaakt. Het is een van de mogelijke hartritmestoornissen. Men spreekt algemeen van een bradycardie, dus een te traag ritme van het hart, als het aantal slagen kleiner is dan 60 per minuut. Een normaal ritme ligt tussen de 60 en 100 slagen per minuut.
Bradycardie komt regelmatig voor tijdens de slaap. Een mogelijke oorzaak is het gebruik van bepaalde bloeddrukverlagende medicijnen: bètablokkers. Deze beperken de stimulatie van het hart vanuit het orthosympathische zenuwstelsel. Meestal heeft dit verschijnsel geen ernstige gevolgen. Als de hartslag te traag wordt, kan het rondgepompte bloedvolume zo laag worden dat er symptomen ontstaan. In dat geval is behandeling wel aangewezen.